# Вієнна Крикет (футбольний клуб)
«Вієнна Крикет» Ві́день (нім. Vienna Cricket and Football-Club) — австрійський футбольний клуб, заснований 23 серпня 1894 року. Один з найстаріших в країні.

## Досягнення
- Володар кубка виклику: 1898, 1902
- Фіналіст кубка виклику: 1900, 1904

## Статистика
| Місце | Матчі | Перемоги | Нічиї | Поразки | Різниця м'ячів | Очки |
| ----- | ----- | -------- | ----- | ------- | -------------- | ---- |
| 11    | 20    | 0        | 2     | 18      | 12 — 96        | 2    |

## Відомі гравці

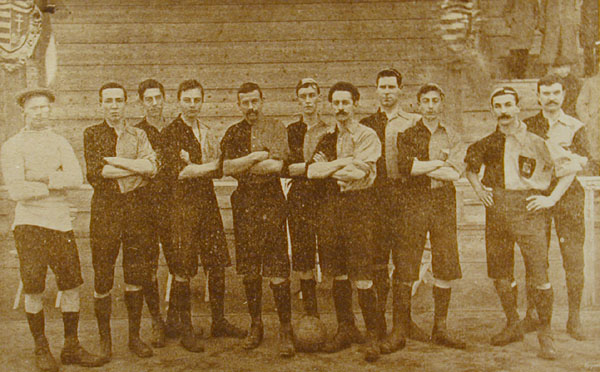
"«Вієнна Крикет» у 1897 році

- Людвіг Гуссак — учасник літньої Олімпіади 1912 року, провів за збірну Австрії в 1905—1912 р. 14 матчів, забив 5 голів.
- Рудольф Вагнер (1900) — воротар, гравець «Вієнни Крикет»